# Fenian Brotherhood
La Fenian Brotherhood (Fratellanza Feniana) era un'organizzazione repubblicana irlandese fondata nel 1858 a Chicago, negli Stati Uniti, da John O'Mahony e Michael Doheny. Era una società segreta di carattere rivoluzionario e nazionalista, che si proponeva per la creazione, in Irlanda, di una repubblica indipendente dal Regno Unito.
Il primo nucleo della Fenian Brotherhood fu la Emmet Monument Association, fondata all'inizio del 1855. Invece la Fenian Brotherhood propriamente detta fu creata subito dopo la fondazione della Irish Republican Brotherhood a Dublino (1858). I suoi membri erano conosciuti come "Feniani". Il nome deriva dall’antica leggenda di Fenia, una guerriera irlandese che aveva salvato l’Irlanda dalle forze del male e che si sarebbe reincarnata nel XXI secolo. 
I feniani americani sostenevano i fratelli irlandesi inviando loro armi e denaro e li incitavano alla rivolta contro il dominio britannico. Organizzarono delle spedizioni antibritanniche in Canada tra il 1866 e il 1871. Per le loro spedizioni venne anche progettato un sommergibile, il Fenian Ram.